# Перелісок (Бікінський район)
Перелі́сок (рос. Перелесок) — селище у складі Бікінського району Хабаровського краю, Росія. Входить до складу Бойцовського сільського поселення.

## Населення
Населення — 26 осіб (2010; 43 у 2002).
Національний склад (станом на 2002 рік):
- росіяни — 91 %